# Municipio de Monticello (Minnesota)
El municipio de Monticello (en inglés: Monticello Township) es un municipio ubicado en el condado de Wright en el estado estadounidense de Minnesota. En el año 2010 tenía una población de 3181 habitantes y una densidad poblacional de 30,29 personas por km².

## Geografía
El municipio de Monticello se encuentra ubicado en las coordenadas 45°15′56″N 93°50′5″O / 45.26556, -93.83472. Según la Oficina del Censo de los Estados Unidos, el municipio tiene una superficie total de 105.01 km², de la cual 96,21 km² corresponden a tierra firme y (8,38 %) 8,8 km² es agua.

## Demografía
Según el censo de 2010, había 3181 personas residiendo en el municipio de Monticello. La densidad de población era de 30,29 hab./km². De los 3181 habitantes, el municipio de Monticello estaba compuesto por el 97,04 % blancos, el 0,41 % eran afroamericanos, el 0,31 % eran amerindios, el 0,85 % eran asiáticos, el 0,47 % eran de otras razas y el 0,91 % eran de una mezcla de razas. Del total de la población el 1,63 % eran hispanos o latinos de cualquier raza.